# Zerehdar
Zerehdar (persiska: زِرِهدَر, زِرِه) är en ort i Iran.   Den ligger i provinsen Teheran, i den centrala delen av landet, 40 km öster om huvudstaden Teheran. Zerehdar ligger 1 613 meter över havet och antalet invånare är 134.
Terrängen runt Zerehdar är kuperad. Runt Zerehdar är det glesbefolkat, med 20 invånare per kvadratkilometer. Närmaste större samhälle är Būmahen, 10,9 km norr om Zerehdar. Trakten runt Zerehdar består i huvudsak av gräsmarker.